# Маломерный рыболовный сейнер-траулер рефрижераторный (СЧС-225)
Маломерные рыболовные сейнеры-траулеры рефрижераторные (СЧС-225) (проект 13301) — серия малых рыболовных судов типа СЧС — средний черноморский сейнер, предназначались для работы в бассейнах Чёрного и Азовского морей. В период с 1983 по 1997 год на Азовской судоверфи было построено более 70 единиц. Основными промысловыми объектами для судов этого типа являются хамса, шпрот, черноморская ставрида, кефаль-пиленгас, тюлька и некоторые другие виды рыб. СЧС-225 способны вести промысел тралом, кошельковым неводом, конусной сетью на электросвет (промысел ставриды), а также с помощью рыбонасосов (промысел тюльки).
Надстройка расположена в средней части корпуса, в её нижнем ярусе размещены небольшая кают-компания, камбуз, душевая и туалет, а также каюты капитана и старшего механика. Для остальных членов экипажа предусмотрены кубрики в носовой части сейнера. Машинное отделение также расположено в средней части корпуса судна. На ярус выше бытовых помещений в надстройке размещается ходовая рубка, на крыше которой оборудована застеклённая промысловая рубка с дублирующим рулевым управлением. На палубе ближе к носовой части размещены сейнерная лебедка с барабанами для канатов и ваеров (стальных тросов), мачта с грузовой стрелой (грузоподъёмностью в 1 тонну). В корме судна имеется рабочая площадка над которой располагается электрифицированный блок для работы с сетями.
Судно снабжено дизельным двигателем мощностью 225 л. с., рефрижераторным трюмом общим объёмом 52,3 кубических метра, с температурой охлаждения от 0 до −2 °C.
СЧС-225 могут автономно работать в море до 10 суток.